# Історія обчислювальної техніки
Обчи́слювальна те́хніка — найважливіший компонент процесу обчислень і обробки даних. Першими пристосуваннями для обчислень були, ймовірно, лічильні палички, які й сьогодні використовуються в початкових класах багатьох шкіл для навчання лічбі. Розвиваючись, ці пристосування ставали складнішими, наприклад, такими як фінікійські глиняні фігурки, також призначені для наочного подання кількості, однак для зручності поміщались при цьому у спеціальні контейнери. Такими пристосуваннями, схоже, користувались торговці і рахівники того часу.
Поступово з найпростіших пристосувань для рахунку народжувались складніші пристрої: абак (рахівниця), логарифмічна лінійка, механічний арифмометр, електронний комп'ютер. Незважаючи на простоту ранніх обчислювальних пристроїв, досвідчений рахівник може отримати результат за допомогою простих засобів навіть швидше, ніж деякі власники сучасних калькуляторів. Природно, сама по собі, продуктивність і швидкість рахунку сучасних обчислювальних пристроїв давно вже перевершують можливості найвидатнішої людини-рахівника.

## Ранні пристосування та пристрої для лічби
Людство навчилось користуватись найпростішими лічильними пристроями тисячі років тому. Найбільш затребуваною виявилась необхідність визначати кількість предметів, що використовуються у міновій торгівлі. Одним з найпростіших рішень було використання масового еквівалента предмета обміну, що не вимагало точного перерахунку кількості його складових. Для цього використовувались найпростіші балансирні ваги, які стали, таким чином, одним з перших пристроїв для кількісного визначення маси.
Порівняно складним пристосуванням для рахунку могли бути чотки, застосовувані в практиці багатьох релігій. Віряни як на рахівниці відраховували на зернах чоток кількість виголошених молитов, а при проході повного кола чоток пересували на окремому хвостику особливі зерна-лічильники, які означали кількість відлічених кіл.

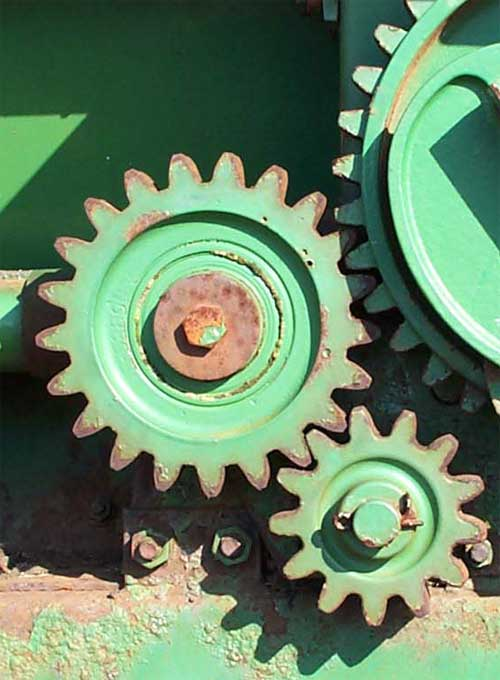
Зірочки та шестерні були серцем механічних пристроїв для лічби

## Немеханічні обчислювальні пристрої
- 3000 років до н. е. — у стародавньому Вавилоні була винайдена перша рахівниця — абак. Кількість підрахованих предметів відповідало числу пересунутих кісточок цього інструменту.
- 500 років до н. е. — у Китаї з'явився більш «сучасний» варіант абака з кісточками на стрижнях — суаньпань. Одним із різновидів суаньпань є російська рахівниця, яка іноді використовується і нині.

## Механічні обчислювальні пристрої

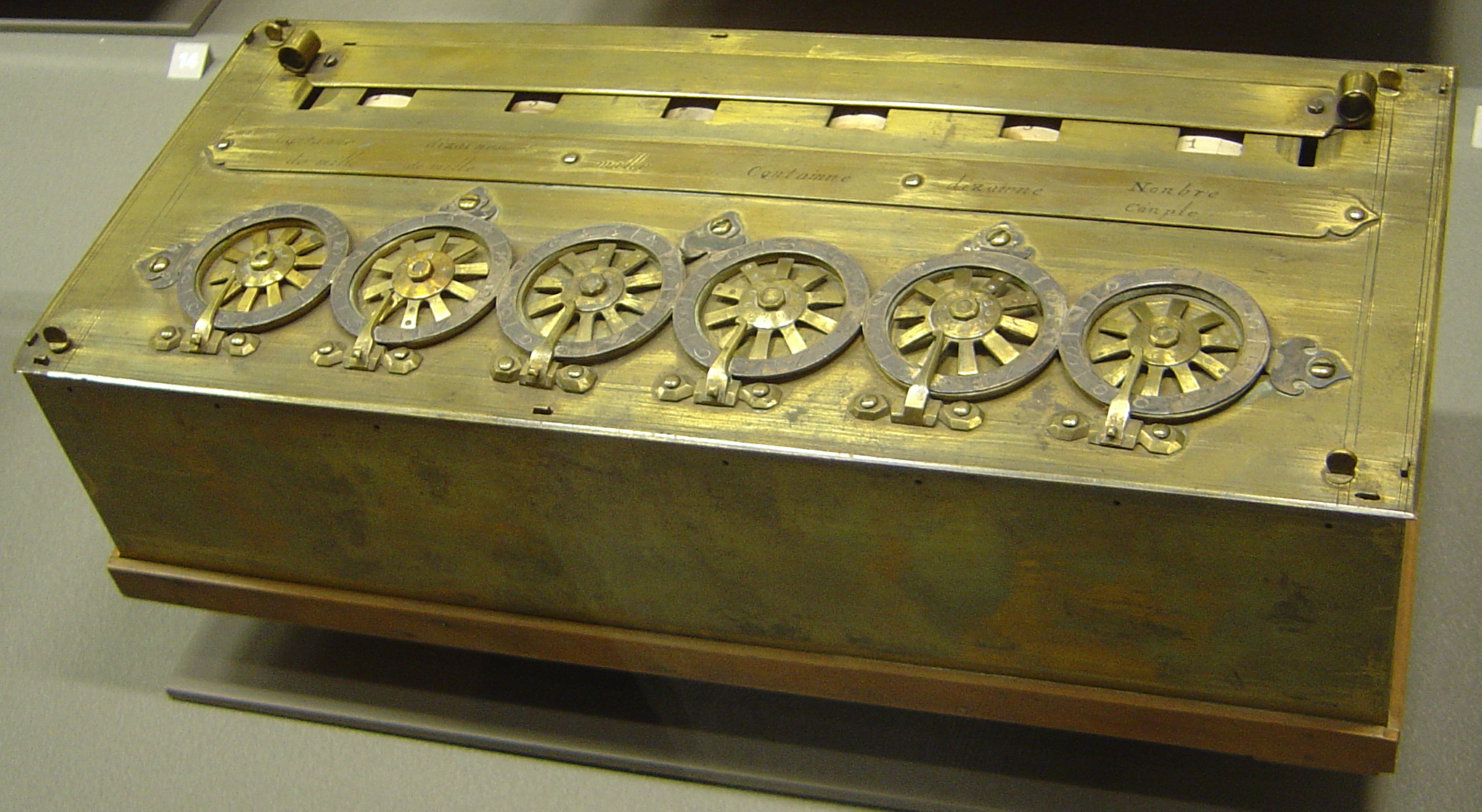
Підсумовувальна машина Паскаля

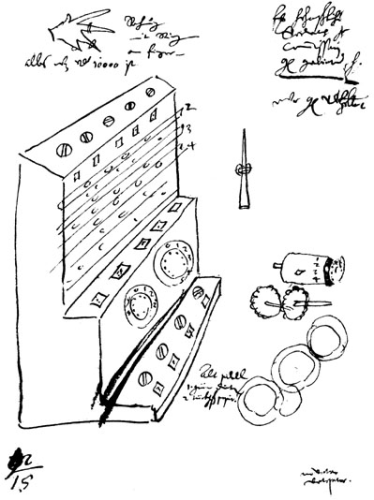
«Лічильний годинник» Вільгельма Шикарда

- 87 рік до н. е. — у Греції був виготовлений «антикітерський механізм» — механічний пристрій на базі зубчастих передач, що був спеціалізованим астрономічним обчислювачем. Обчислення виконувались з'єднанням понад 30 бронзових коліс і кількох циферблатів; для обчислення місячних фаз використовувалась диференціальна передача, винахід якої дослідники довгий час датували не раніше XVI століття. З відходом античності навички створення таких пристроїв були забуті; знадобилось близько півтори тисячі років, щоб люди знову навчились створювати схожі за складністю механізми.
- 1492 рік — Леонардо да Вінчі в одному зі своїх щоденників намалював ескіз 13-розрядного підсумовувального пристрою з десятизубними кільцями. Пристрій, що працює на базі цих креслень було збудовано лише у XX столітті, підтвердивши реальність проекту Леонардо да Вінчі.

- 1623 рік — Вільгельм Шиккард, професор університету Тюбінгену, розробив пристрій на основі зубчастих коліс для додавання і віднімання шестирозрядних десяткових чисел. Невідомо чи був пристрій збудований за життя винахідника, 1960 він був відтворений і був цілком працездатним.

- 1630 рік — Річард Деламейн створив кругову логарифмічну лінійку.
- 1642 рік — Блез Паскаль представив «Паскаліну» — перший реально здійснений і такий, що отримав широку популярність механічний цифровий обчислювальний пристрій. Прототип приладу додавав та віднімав п'ятирозрядні десяткові числа. Паскаль виготовив понад десять таких обчислювачів, причому останні моделі оперували числами з вісьмома десятковими розрядами.
- 1673 рік — відомий німецький філософ і математик Ґотфрід Вільгельм Лейбніц збудував механічний калькулятор, який за допомогою двійкової системи числення виконував множення, ділення, додавання і віднімання. Двійкова система числення — базова в усіх сучасних комп'ютерах. Однак до 1940-х багато розробок (зокрема машина Чарльза Беббіджа і навіть ENIAC 1945 року) були засновані на складнішій у реалізації десятковій системі.
- Джон Непер зауважив, що множення та ділення чисел може бути виконано додаванням і відніманням логарифмів цих чисел. Дійсні числа можуть бути представлені інтервалами довжин на лінійці, і це лягло в основу обчислень за допомогою логарифмічної лінійки, що дозволило виконувати множення та ділення набагато швидше. Логарифмічні лінійки використовувались кількома поколіннями інженерів та інших професіоналів до появи кишенькових калькуляторів. Інженери програми «Аполлон» відправили людей на Місяць, виконуючи на логарифмічних лінійках обчислення, багато з яких вимагали точності у 3-4 знаки.
- 1723 рік — німецький математик і астроном Христіан Людвиг Герстен на основі робіт Вільгельма Лейбніца створив арифметичну машину. Машина розраховувала частку та кількість послідовних операцій додавання при множенні чисел. Крім того, в ній була передбачена можливість контролю за правильністю введення даних.
- 1786 рік — німецький військовий інженер Іоган Мюллер висунув ідею «різницевої машини» — спеціалізованого калькулятора для табулювання логарифмів, що обчислюються методом різниць. Калькулятор, побудований на ступінчастих валиках Лейбніца, вийшов достатньо невеликим (13 см в висоту і 30 см у діаметрі), але при цьому міг виконувати чотири арифметичні дії над 14-розрядними числами.
- 1801 рік — Жозеф Марі Жаккар збудував ткацький верстат з програмним керуванням, програма роботи якого задавалась комплектом перфокарт.
- 1820 рік — перший промисловий випуск арифмометрів. Першість належить французу Тома де Кальмару. Механічні калькулятори використовувались до 1970-х років, коли були витіснені електронними пристроями.
- 1822 рік — англійський математик Чарлз Беббідж винайшов, але не зміг побудувати, першу різницеву машину (спеціалізований арифмометр для автоматичної побудови математичних таблиць) — Різницеву машину Чарлза Беббіджа.
- 1855 рік — Ґеорґ Шойц з сином Едвардом (швед. Georg & Edvard Scheutz) зі Стокгольма збудували першу різницеву машину на основі робіт Чарлза Беббіджа.
- 1876 рік — російський математик Чебишов Пафнутій Львович створив сумувальний апарат з безперервною передачею десятків. 1881 він також сконструював до нього приставку для множення і ділення (Арифмометр Чебишова).
- 1884–1887 — Герман Голлеріт розробив електричну табулювальну систему, яка використовувалась у переписах населення США 1890 і 1900 років, а також в Російській імперії 1897 року.
- 1912 рік — створена машина для інтегрування звичайних диференціальних рівнянь за проектом російського вченого Крилова.
- 1927 рік — в Массачусетському технологічному інституті (MIT) була створена аналогова обчислювальна машина.
- 1938 рік — німецький інженер Конрад Цузе побудував свою першу машину, названу Z1. Це повністю механічна програмувальна цифрова машина. Модель була пробною і в практичній роботі не використовувалась. Її відновлена копія зберігається у Німецькому технічному музеї в Берліні. Того ж року Цузе почав створення машини Z2 (Спочатку ці машини називались V1 і V2. Німецькою це звучить як «Фау1» і «Фау2» і щоб їх не плутали з однойменними ракетами, обчислювальні машини перейменували у Z1 і Z2).
- 1948 рік — австрійський інженер Курт Герцштарк створив кишеньковий арифмометр Curta у вигляді невеликого циліндра, що поміщається в руці.

## Електронні обчислювальні машини
Калькулятори продовжували розвиватись, але комп'ютери додали найважливіший елемент — умовні команди та більше пам'яті, що дозволило автоматизувати численні розрахунки і взагалі, автоматизувати багато завдань з обробки текстів. Комп'ютерна технологія зазнавала значних змін кожні десять років, починаючи з 1940 року.
Обчислювальна техніка стала платформою для інших завдань, не тільки обчислень, таких як автоматизація процесів, електронних засобів зв'язку, контроль обладнання, розваги, освіта тощо. Кожна галузь у свою чергу, запровадила власні вимоги для обладнання, яке розвивається відповідно до цих вимог.
Перші комп'ютери вимагали від операторів доволі багато ручної рутинної роботи із введення даних і супроводження обчислень.

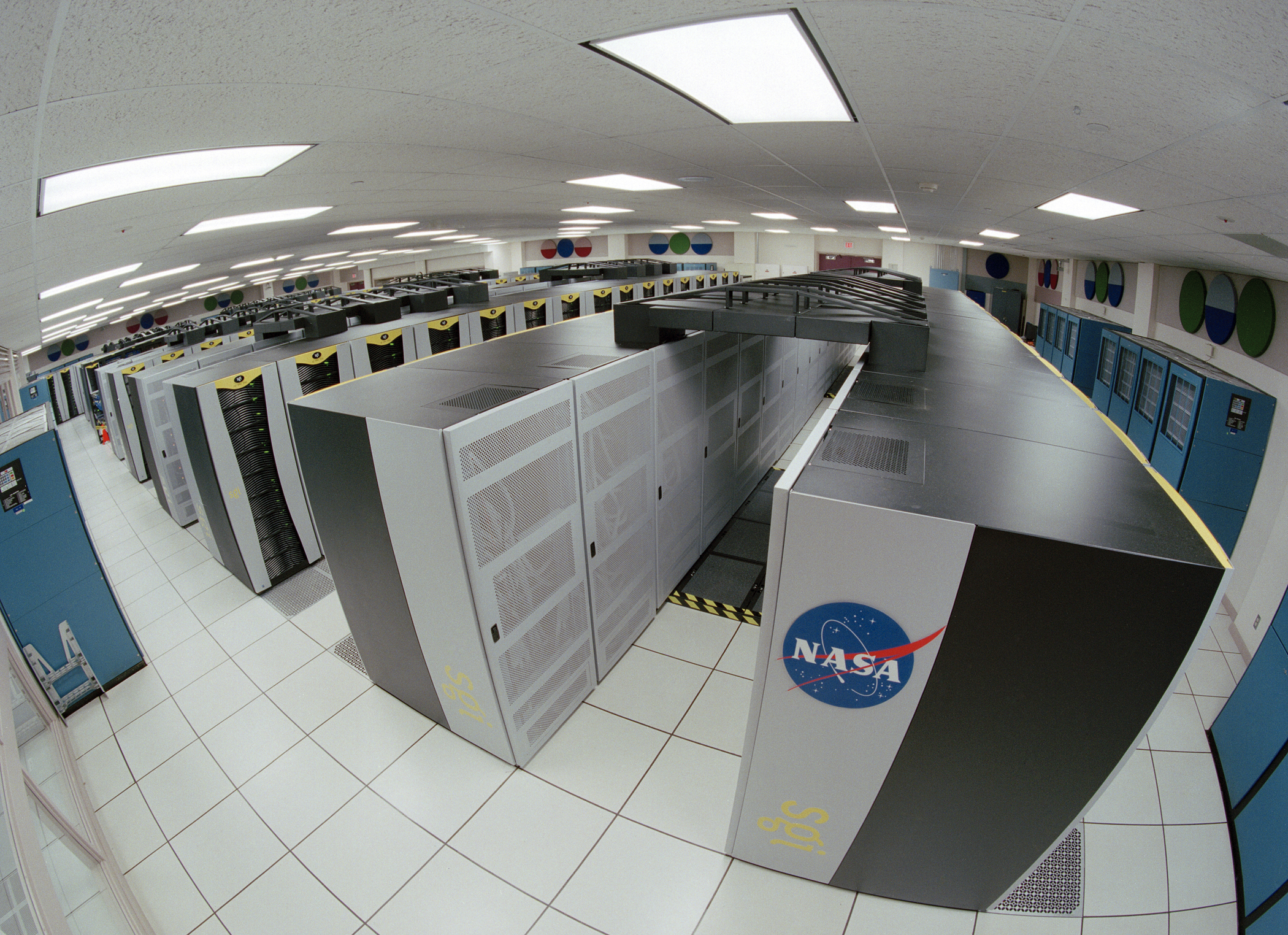
Суперкомп'ютер «Колумбія» в дослідницькому центрі НАСА

Зазвичай вирізняють чотири покоління електронної обчислювальної техніки. Швидкий розвиток і розповсюдження комп'ютери одержали починаючи з третього покоління. Під терміном «П'яте покоління ЕОМ» відомий невдалий проект японської держави зі створення комп'ютерів нового типу і підвищеної продуктивності (завершився 1992). Також часто під цим терміном маються на увазі квантові комп'ютери, днк-комп'ютери та інші перспективні, експериментальні обчислювальні технології.
Покоління комп'ютерів (англ. generations of computers) класифікує їх за ступенем розвитку апаратних і програмних засобів. Покоління визначається елементною базою, архітектурою та обчислювальними можливостями.
Покоління комп'ютерів:
- І — використання електровакуумних ламп (ENIAC, МЕОМ)
- ІІ — використання транзисторів
- ІІІ — використання інтегральних схем
- IV — використання мікропроцесорів
- V — «комп'ютери п'ятого покоління» (термін, запропонований у Японії у 80-х роках XX століття, точний сенс якого залишається невизначеним)